# Vallay
Vallay (en gaélico escocés: Bhalaigh, Bhàlaigh) es una pequeña isla localizada en el grupo de las Hébridas Exteriores, en Escocia. La isla se encuentra conectada con la isla de North Uist por una carretera, así como por una larga playa durante la marea baja. La isla permanece deshabitada actualmente, aunque antaño albergó una población de unas sesenta personas.
La isla es conocida por su colonia de aves marinas y sus monumentos prehistóricos.
- Datos: Q3176862
- Multimedia: Vallay / Q3176862